# Frontlines: Fuel of War
Frontlines: Fuel of War – komputerowa gra akcji, wyprodukowana przez amerykańskie studio Kaos. Gra została wydana 25 lutego 2008 roku na platformę PC, PlayStation 3 oraz Xbox 360.

## Fabuła
Fabuła Frontlines: Fuel of War została osadzona w 2024 roku i rozgrywa się od momentu rozpoczęcia wojny i kończy po zdobyciu Moskwy. Celem amerykańskiej jednostki specjalnej Bezdomne Psy jest powstrzymanie Rosji dążącej do podboju świata.